# Станіслав Вільчек
Станіслав Вільчек (лат. Stanislaus Wilczek) — львівський міщанин, райця, війт та бурмистр міста.

## Життєпис
Належав до міського патриціату м. Львова. Син Станіслава Вільчека, лавника у 1476—1486 роках. Закінчив Краківський університет, здобувши ступінь доктора наук.
Швидкій кар'єрі сприяло належність до патриціату та родинні зв'язки, зокрема його сестра Анна була дружиною Георгія Войнара, бурмістра 1497 року. Сам Станіслав Вільчек одружився з представницею роду спадкових райців Ганелів.
У 1513 року обирається до раєцької радник, при цьому не був до того лавником. Це право Вільчеку було надано, оскільки він був доктором наук.
1516 року обирається війтом Львова. У 1539 році стає бурмистром міста. Того ж року разом з Андрієм Габреком очолив делегацію львівського магістрату до короля Сигізмунда I, де домоглися надання назавжди торгового мита Львову, яке було до того надано тимчасово. Помер у 1544 році

## Родина
1. Дружина — Софія Ганель.
Діти:
- Ян, райця у 1552 році

2. Дружина — Анна.
Діти:
- Валентин, бурмістр в 1568, 1579, 1583, 1585 роках
- Мартин
- Маргарита, дружина Франціска Антосьовича Різника
- Барбара, дружина Франциска Золотника
- Катерина
- Дорота, дружина Мельхіора Шольца
- Анна, дружина: 1) райці Юзефа Крайзера; 2) райці Войцеха Бакаляра

## Майно
Мав два великі будинки в місті, з яких його кам'яниця (відома згодом як Кам'яниця Убальдіні) розташовувалася на Ринку. Також був власником двох городів на Краківському передмісті, частину фільварку в с. Голоско, два крами на Ринку Сільному (придбав у 1526 і 1542 роках), броварню на вулиці Пекарській.